# Степной (Оренбургский район)
Степной — упразднённый посёлок в Оренбургском районе Оренбургской области. На момент упразднения входил в состав сельского поселения Экспериментального сельсовета. Исключен из учётных данных в 1999 году.

## География
Посёлок располагался в вершине оврага Алимсай, на расстоянии, примерно, 5 километр к северо-востоку от посёлка Экспериментальный.

## История
Постановление Законодательного Собрания Оренбургской области от 19.02.1999 № 209/39-ПЗС посёлок исключен из учётных данных.